# Новодуплинка
Новодуплинка — посёлок в Кытмановском районе Алтайского края. Входит в состав Тягунского сельсовета.

## География
Расположен на северо-востоке края, в пределах Бийско-Чумышской возвышенности, на правом берегу реки Чумыш.
Климат
континентальный. Средняя температура января −19,2°С, июля +18°С. Годовое количество атмосферных осадков — 437 мм.

## История
Основан в 1676 году. В 1926 году в деревне Ново-Дуплинская имелось 144 хозяйства. В административном отношении входила в состав Ново-Озёрского сельсовета Верх-Чумышского района Барнаульского округа Сибирского края.

## Население
| 1926 | 1997 | 1998 | 1999 | 2000 | 2001 | 2002 | 2003 | 2004 | 2005 |
| ---- | ---- | ---- | ---- | ---- | ---- | ---- | ---- | ---- | ---- |
| 800  | ↘196 | ↘169 | ↗170 | ↗287 | ↗288 | ↘146 | ↘142 | ↘124 | ↘99  |
| 2006 | 2007 | 2008 | 2009 | 2010 | 2011 | 2012 | 2013 |      |      |
| ↘93  | ↘81  | ↘69  | ↘61  | ↘53  | →53  | ↘51  | →51  |      |      |

Национальный состав
В 1926 году в национальном составе населения преобладали русские.
Согласно результатам переписи 2002 года, в национальной структуре населения русские составляли 97 %.

## Транспорт
Новодуплинка доступна автомобильным транспортом.
Подходит автодорога межмуниципального значения «Тягун — Новоозерное — Новодуплинка» (идентификационный номер 01 ОП МЗ 01Н-2506).